# Cyclaspis levis
Cyclaspis levis är en kräftdjursart som beskrevs av Thomson 1892. Cyclaspis levis ingår i släktet Cyclaspis och familjen Bodotriidae. Inga underarter finns listade i Catalogue of Life.